# Ốc vòi voi
Ốc vòi voi (Danh pháp khoa học: Lutraria rhynchaena) là một loài nhuyễn thể hai mảnh vỏ thuộc họ Mactridae trong bộ Veneroida. Chúng còn được gọi là tu hài hay con thụt thò, đây là loài ốc có giá trị kinh tế. Một số loài thân mềm cũng có hình dạng giống với ốc vòi voi như Panopea generosa, Mya arenaria.

## Môi trường sống
Ốc vòi voi sống trong nước mặn. Trong môi trường tự nhiên, ốc vòi voi sống rải rác trên các trương cát ngầm và thềm cát có san hô ở vùng biển ấm. Chúng có thể thích nghi với môi trường nước trong với độ mặn ổn định, có thủy triều lên xuống hay ở các vùng bãi bùn cửa sông nước lợ. Đây là loài nhuyễn thể sống lâu và lớn nhất trong hang cát và là loài thủy sản có giá trị kinh tế cao

## Đặc điểm
Ở châu Á ốc có vỏ chừng 10cm, vòi cụt ngóc, cùng là loài nhuyễn thế hai mảnh vỏ sống trong môi trường nước mặn nhưng so với ốc vòi voi Canada thì ốc vòi voi ở Việt Nam lại nhỏ hơn nhiều so với ốc vòi voi Canada (có kích thước từ 15–20 cm, trọng lượng trung bình từ 1– 2 kg). Nhiều con có vòi dài tới 1-2m, trọng lượng thường gặp độ 1,5-2,5kg nhưng cá biệt có con nặng tới 4–5 kg. Mỗi cá thể phát triển dài 12cm, nặng 200g.
Vỏ giống trai ngậm ngọc, thịt dày đặc hơn hẳn sò huyết, mát ngọt tương tự bào ngư. Ốc nhỏ nhất cũng độ 1,5 kg/con, vỏ ngoài màu trắng ngà, hai vỏ khép hờ. Nhô ra giữa hai lớp vỏ là chiếc xúc tu dài, to hình trụ, nhìn không khác nào một chiếc vòi voi thực thụ... Ốc vòi voi sinh sản dưới cát vào mùa xuân, sinh trưởng nhanh trong điều kiện môi trường tự nhiên hay môi trường nuôi tốt Loài ốc này tuy to nhưng rất hiền bởi suốt đời chỉ ẩn mình một chỗ dưới lớp cát sâu trong lòng đại dương để sinh trưởng.

## Công dụng

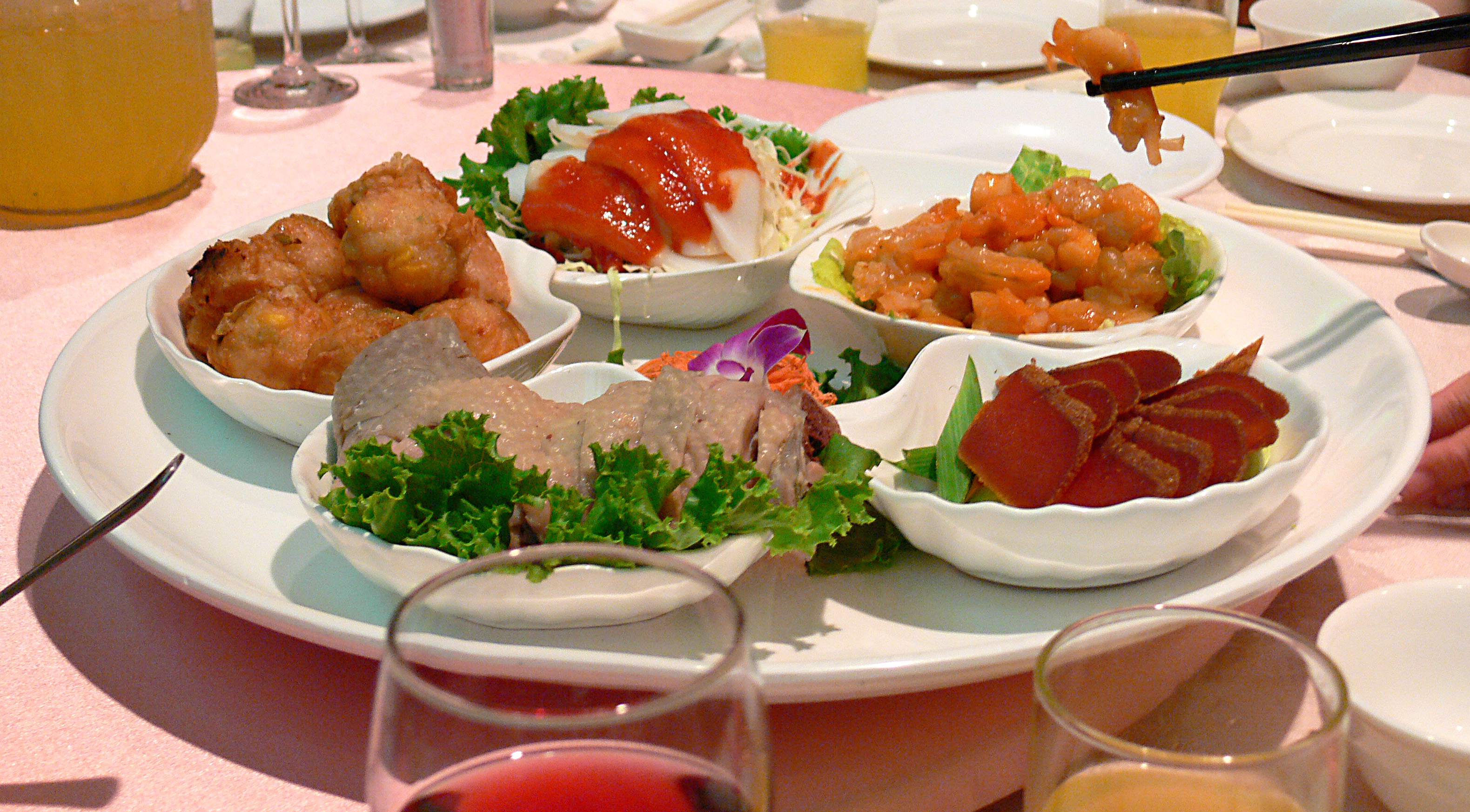
Món ốc vòi voi tại Đài Loan

Chúng có giá trị dinh dưỡng cao cùng hương vị đặc biệt và có tác dụng tốt đối với sức khỏe phái nam và là loài thủy sản có giá trị kinh tế cao Ở Việt Nam, trước đó ốc vòi voi chỉ có trong môi trường tự nhiên, là một đặc sản quý hiếm. Hiện nay, nó đã được nuôi thành thương phẩm và ngành nuôi ốc vòi voi đang mang lại hiệu quả kinh tế cao cho ngư dân. Tại các vùng biển của Việt Nam như Hải Phòng, Quảng Ninh, đầm Nha Phu (Khánh Hòa)... cũng có loại ốc này nhưng kích thước nhỏ hơn nhiều lần so với ốc vòi voi được nhập khẩu..